# غاله رابعة (الجميمة)

تعديل مصدري - تعديل

غاله رابعة هي إحدى قرى عزلة خطوه الحمارين بمديرية الجميمة التابعة لمحافظة حجة، بلغ تعداد سكانها 22 نسمة حسب تعداد اليمن لعام 2004.